# 陳坤厚
陳坤厚（1939年7月25日—），生於台灣台中，著名電影攝影師與導演，為台灣新電影時期重要的導演之一。

## 生平
1962年，考取中央電影公司，與舅父賴成英學習攝影。1971年升任攝影師，參與宋存壽導演的《母親三十歲》。此後，導演李行多部電影皆以他為攝影師。1978年，以《汪洋中的一條船》獲得第十五屆金馬獎最佳攝影獎。
1979年開始，開始與侯孝賢合作，由陳坤厚攝影、侯孝賢編劇，兩人輪流擔任導演，推出一系列青春愛情片。1980年，推出第一部由他導演的電影《踏浪的女孩》（後改名《我踏浪而來》）。1982年，因《在那河畔青草青》一片賣座，決定與侯孝賢、許淑真、張華坤合開萬年青電影公司。1983年，推出《小畢的故事》，票房賣座之外，獲得數座金馬獎的肯定，陳坤厚也獲得金馬獎最佳導演獎。
1985年後，陳坤厚與侯孝賢各組班底，結束合作關係，各自發展自己的電影風格。
2023年獲頒第60屆金馬獎「終身成就獎」。

## 作品

### 導演
- 1980年 《天涼好個秋》、《我踏浪而來》
- 1981年 《蹦蹦一串心》
- 1982年 《俏如彩蝶飛飛飛》
- 1983年 《小畢的故事》
- 1984年 《小爸爸的天空》
- 1985年 《结婚》、《最想念的季节》
- 1986年 《流浪少年路》
- 1987年 《桂花巷》
- 1988年 《春秋茶室》
- 2008年 《双镖》
- 2009年 《新鲁冰花：孩子的天空》
- 2012年 《三角地》

### 攝影
- 1965年 《啞女情深》
- 1970年 《雪岭剑女》
- 1971年 《母亲三十岁》、《母与女》、《爱情一二三》
- 1972年 《秋决》
- 1973年 《彩云飞》
- 1974年 《近水楼台》
- 1975年 《云深不知处》
- 1976年 《浪花》
- 1977年 《白花飘雪花飘》、《烟水寒》
- 1978年 《追赶跑跳碰》
- 1979年 《汪洋中的一条船》、《小城故事》、《早安台北》
- 1980年 《原鄉人》、《天涼好個秋》
- 1982年 《在那河畔青草青》
- 1983年 《風櫃來的人》、《小畢的故事》、《兒子的大玩偶》
- 1984年 《冬冬的假期》、《小爸爸的天空》
- 1985年 《结婚》
- 1987年 《桂花巷》
- 1988年 《海峡两岸》
- 1990年 《祝福》

## 外部連結
- 國家電影及視聽文化中心－陳坤厚
- 陳坤厚在互联网电影资料库（IMDb）上的資料（英文）（英文）
- 在AllMovie上陳坤厚的頁面（英文）
- 陳坤厚在香港影庫上的簡介
- 陳坤厚在豆瓣上的资料（简体中文）
- 陳坤厚在时光网上的簡介（简体中文）
- 陳坤厚在台灣電影網上的資料（繁體中文）
- 華文影史庫－陳坤厚 （页面存档备份，存于）